# HMS Triumph (R16)
Pour les autres navires du même nom, voir HMS Triumph.
Le HMS Triumph (R16) est un porte-avions de classe Colossus de la Royal Navy construit à partir de 1943 par Hawthorn Leslie and Company à Newcastle upon Tyne et mis en service en 1946.

## Histoire
Mouillant à Hong Kong lors du déclenchement de la guerre de Corée et affecté à la East Indies Fleet, il part avec son escorte composée du croiseur léger HMS Belfast et de trois destroyers le 27 juin 1950 rejoindre le porte-avions de l'United States Navy USS Valley Forge.
Son groupe aérien embarqué, composé de 9 Seafire et de 12 Firefly, commence des opérations de combat le 3 juillet.